# Agattu

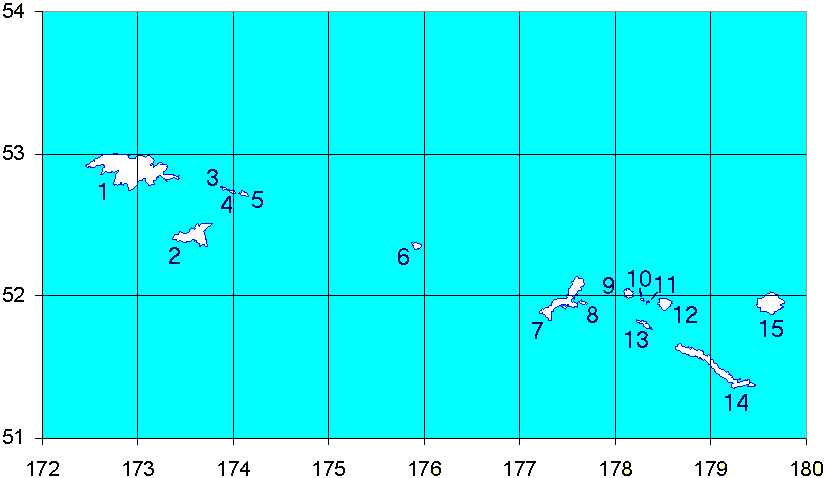
Mappa delle Aleutine occidentali. Agattu è indicata dal numero 2.

Agattu (Angatux̂ in aleutino) è un'isola facente parte delle isole Near, nella parte più occidentale dell'arcipelago delle Aleutine. Con i suoi 221,60 km² di area, Agattu è una delle più grandi isole disabitate delle Aleutine. Dopo Attu, è la più grande isola delle isole Near, e presenta un territorio montagnoso di origine vulcanica, quindi privo di alberi e con una vegetazione simile a quella della tundra. Il punto più alto di Agattu è a 632 metri sul livello del mare.
Agattu conta sei grandi colonie di uccelli marittimi che vanno a comporre una popolazione di circa 66.000 esemplari. Vi possiamo trovare cormorani, pulcinelle dai ciuffi, piovanelli delle rocce, falaropi beccosottile, fringuelli rosei e zigoli delle nevi. Le oche appartenenti alla specie delle Branta hutchinsii leucopareia furono reintrodotte sull'isola dopo l'eliminazione delle volpi ad opera dei cacciatori negli anni settanta.

## Abitanti
Alcuni scavi archeologici hanno portato alla luce prove evidenti della presenza umana su Agattu già 2000 anni or sono.
Dopo il 1751, a seguito del contatto degli Aleutini con i Russi, la popolazione di Agattu calò rapidamente e intorno al 1760 tutti gli abitanti delle isole Near si erano trasferiti in un villaggio sull'Isola di Attu. Durante la Seconda guerra mondiale gli abitanti di Attu vennero internati in Giappone e chi sopravvisse all'internamento, una volta finita la guerra, venne forzatamente trasferito sull'Isola Atka.

## Geologia
Agattu è l'unica isola delle Aleutine a essere composta quasi totalmente da rocce sedimentarie formatesi in acqua dalla commistione tra silicati e detriti vulcanici.